# Lost by a Hair
Lost by a Hair è un cortometraggio muto del 1914 diretto da Phillips Smalley e da Lois Weber che ne sono anche interpreti insieme a Joe King, Ella Hall, Betty Schade, Beatrice Van. Anche la sceneggiatura del film, prodotto dalla Rex Motion Picture Company e distribuito dalla Universal Film Manufacturing Company, porta la firma di Lois Weber.

## Trama
Quando il celebre tenore Max Wilson arriva in una cittadina turistica affacciata sull'oceano, tutte le ragazze sono per lui e i giovanotti, al suo confronto, perdono qualsiasi fascino per ogni donna del posto. I ragazzi, però, non si perdono d'animo e uno di loro si mette a spiare il tenore nella sua stanza d'albergo. Nasce così l'idea di smascherare quel bellimbusto che ruba loro tutte le ragazze. Dopo essersi muniti di canne da pesca, i giovani si appostano sulla terrazza sopra a quella del cantante e presto uno di loro riesce a cogliere l'occasione di uncinare con l'amo la folta capigliatura del tenore che resta allocchito e vergognoso privato com'è ormai del suo parrucchino. La ritirata è d'uopo e le ragazze diventano il premio per gli eroi del giorno.

## Produzione
Il film fu prodotto dalla Rex Motion Picture Company.

## Distribuzione
Distribuito dalla Universal Film Manufacturing Company, il film - un cortometraggio in una bobina - uscì nelle sale statunitensi il 28 giugno 1914.